# Macbridea caroliniana
Macbridea caroliniana är en kransblommig växtart som först beskrevs av Thomas Walter, och fick sitt nu gällande namn av Sidney Fay Blake. Macbridea caroliniana ingår i släktet Macbridea och familjen kransblommiga växter. Inga underarter finns listade i Catalogue of Life.